# Дровенєво (Псковська область)
Дровенєво (рос. Дровенево) — присілок в Новосокольницькому районі Псковської області Російської Федерації.
Населення становить 0 осіб. Входить до складу муніципального утворення В'язовська волость.

## Історія
Від 2015 року входить до складу муніципального утворення В'язовська волость.

## Населення
| 2001 | 2002 | 2010 |
| ---- | ---- | ---- |
| 7    | ↘2   | ↘0   |